# Himantolophus pseudalbinares
Himantolophus pseudalbinares — вид вудильникоподібних риб родини Himantolophidae. Це морський, батипелагічний вид. Відомий по єдиному екземпляру, що був упійманий тралом на півдні Атлантичного океану біля берегів Південної Африки на глибині 1300 м. Тіло завдовжки до 14,8 см.